# Петрово (Знаменская городская община)
Петро́во (укр. Петрове) — село, входит в Знаменскую городскую общину Кропивницкого района Кировоградской области Украины
Основным работодателем в XX веке был местный колхоз «Путь к коммунизму», первая бригада которого находилась в Новоалександровке, а вторая здесь.
До 2020 года входило в Знаменский район
Население по переписи 2001 года составляло 1631 человек. Почтовый индекс — 27450. Телефонный код — 5233. Занимает площадь 3,122 км². Код КОАТУУ — 3522285401.